# José Pomacusi
José Antonio Pomacusi Paz (Montero,  Bolivia; 24 de abril de 1966) es un periodista boliviano que actualmente se desempeña como director del programa "No Mentiras".

## Biografía

### Primeros años
José Pomacusi nació un 24 de abril de 1966 en la ciudad de Montero perteneciente a la Provincia Obispo Santistevan del Departamento de Santa Cruz. Es hijo de José Alberto Pomacusi y Neyza Paz. Salió bachiller el año 1984 del Colegio Salesiano Muyurina de su localidad natal en Montero. Durante su juventud, José Pomacusi decidió trasladarse a vivir a la ciudad de La Paz para continuar con sus estudios superiores, ingresando a estudiar la carrera de comunicación social en la Universidad Católica Boliviana San Pablo (UCB) de La Paz, donde años después se tituló como periodista de profesión.

### Prensa escrita
José Pomacusi comenzó su vida laboral periodística durante su estadía en la sede de gobierno, logrando ingresar a trabajar en el periódico paceño "La Razón", aunque inicialmente empezó como reportero, luego estuvo como editor del área política, después ascendió al cargo de jefe de redacción y finalmente fue Director de Informaciones durante un periodo de tiempo de 7 años en dicho diario de circulación a nivel nacional. Mientras Pomacusi estaba en La Paz, conoció a su primera pareja de nombre María Elena Patzi, con la cual tuvo a su hija mayor María José Pomacusi Patzi que nació el año 1996, pero poco tiempo después decidió terminar con esta relación en el año 2000.
Poco tiempo después, el periódico "La Razón" envió a José Pomacusi a la ciudad de Santa Cruz de la Sierra, encargándole la importante tarea de ser el corresponsal de dicho diario para las noticias desde la región oriental del país. Sin embargo, una vez estando ya en Santa Cruz, Pomacusi tomó la decisión de ya no volver más a la ciudad de La Paz, renunciando de esa manera a su trabajo que tenía en "La Razón". En cambio, decidió comenzar a trabajar como jefe de redacción en el periódico regional cruceño "El Nuevo Día" en donde estuvo durante 2 años.

### Televisión
Posteriormente ingresó al ámbito televisivo como director nacional de noticias en la Red Unitel donde estaría por un lapso de tiempo de 8 años. Estando ya en Santa Cruz, Pomacusi formó una relación de pareja con la periodista Sissi Áñez (1977), la cual es hija del reconocido periodista cruceño Jorge Ricardo Áñez (1950). Fruto de su relación con Sissi, José Pomacusi tendría a su segunda hija María René Pomacusi Áñez que nacería el año 2000 y su tercer hijo José Carlo Pomacusi Áñez que nacería el año 2002.   
Pero durante su vida laboral como periodista, Pomacusi no estaba muy satisfecho con ser solamente un simple empleado y tomó la decisión de comenzar a emprender su propio proyecto personal, lanzando al mercado boliviano la Revista "Poder y Placer" el 28 de abril de 2008, la cual es publicada de manera mensual. Así mismo empieza también a dirigir su propio programa de televisión denominado "No Mentiras" emitido por la Red PAT. En los primeros inicios, Pomacusi puso a conducir dicho programa a su esposa Sissi Áñez. Pero cabe mencionar que su relación con Áñez no funcionaría y se divorciaría de ella el año 2011 después de más de 10 años (una década) de estar juntos.
A finales del año 2011, Pomacusi empieza a salir con su tercera pareja la reconocida periodista cruceña Jimena Antelo Telchi (1972), con la cual comienza a formar una relación amorosa de pareja, aunque solo de manera concubina y no de matrimonio.